# Heidi (Fernsehserie, 2015)
Heidi ist eine 3D-Animationsserie aus dem Jahr 2015, die in Frankreich, Australien, Deutschland und Belgien entstanden ist. Sie basiert auf dem gleichnamigen Buch von Johanna Spyri. Nach Die Biene Maja und Wickie und die starken Männer ist sie der dritte Zeichentrick-Klassiker aus den 1970er Jahren, der im Auftrag des ZDF in computeranimierter Form neu aufgelegt wurde.

## Hintergrund
Das Aussehen der Figuren wurde weitestgehend aus der gleichnamigen Zeichentrickserie von 1974 übernommen.
Produktionsunternehmen war Studio 100, auch das ZDF, TF1, Nine Network, TiJi und Heidi Productions waren bei der Produktion beteiligt. Studio 100, das ZDF und der französische Sender TF1 hatten schon bei den Neuauflagen von Biene Maja und Wickie zusammengearbeitet.
Regie führte Jérôme Mouscadet, das Drehbuch schrieb Christel Gonnard.
Der bekannte Titelsong von Gitti & Erika, der, wie viele Serientitelsongs, von Christian Bruhn komponiert wurde, wird in dieser Serie in verkürzter Version vom Volksmusiker Andreas Gabalier gesungen.
Die Episoden dauern jeweils 22 Minuten.
Anfang 2021 erschien eine zweite Staffel mit neuen Geschichten.

## Figuren
- Heidi Meier: Die Titelfigur, ein 8-jähriges Waisenmädchen, das zu ihrem Großvater geschickt wurde, wie auch in den Basisroman. Sie liebt ihren Großvater und ihre tierischen Freunde über alles.
- Ernst Meier: Heidis Großvater, ein sanftmütiger und mürrischer alter Mann, der als Schreiner arbeitet. Er hat den Spitznamen „Alm-Öhi“ und ist der Besitzer von Bärli und Schwänli und später von Schneeglöckchen, nachdem Schwänli in Folge 2 von Staffel 2 stirbt. Nach einem Sturz in Staffel 2 hat Ernst Schwierigkeiten, seine Arbeit zu erledigen. Nach einem Unfall mit Heidi in der Nähe der Meierbrücke (früher Teufelsbrücke) beschließt Ernst, nach Frankfurt zu Dr. Beckmann zu fahren, der ihm eine Operation empfiehlt, die er nach einem Gespräch mit Frieda auch durchführt.
- Peter Bendorf: 11 Jahre alter Ziegenhirte. In Staffel 2 trifft er in Frankfurt seinen Vater Anton Bendorf wieder.
- Tante Dete: Heidis Tante mütterlicherseits, die Heidi bei ihrem Großvater zurücklässt. Sie arbeitet als Teilzeit-Kochmädchen im Haushalt der Sesemanns zusammen mit dem Butler Sebastian, in den sie sich schließlich verliebt und den sie heiratet, obwohl nicht genau gesagt wird, wo.
- Karl Traber: Er nannte Peter „Geißenpeter“, bis er Karl bei einem Zwischenfall das Leben rettete.
- Theresa Keller: Sie ist oft gemein zu Heidi und Peter sowie zu Karl und Willi, akzeptiert sie aber in Folge 33 mit Klara und beginnt, viel netter zu sein, bis Staffel 2.
- Willi: Ein kleinwüchsiges und fettleibiges Mitglied des Trios, das sich in ein Duo verwandelt hat. Er neigt dazu, sich von Gedanken an Essen ablenken zu lassen, bekommt leicht Angst und hat eine Ziege, die seiner eigenen Familie gehört. Es stellt sich heraus, dass er einen Fuchs gefunden hat, den er Flamme genannt hat.
- Klara Sesemann: 12-jährige Tochter von Friedrich Sesemann und Constance Sesemann. Ein reiches Mädchen, das früher im Rollstuhl saß, aber in Folge 37 beginnt sie zum ersten Mal zu laufen. Ab der 2. Staffel beginnt Klara mit dem Ballettunterricht bei Susanne Linke.
- Joseph: Der Bernhardiner von Heidis Großvater.
- Pieple: Ein Braunkehlchen, das Heidi aufnimmt, nachdem es von einem Raubtier angegriffen worden ist. Es fliegt im Winter in wärmere Gefilde wie Afrika, kommt aber im Frühjahr immer wieder zurück.
- Fräulein Vera Rottenmeier: Die strenge Gouvernante des Sesemann-Haushaltes, die sich übermäßig um Klaras Gesundheit sorgt, sich auf die Erziehung der Kinder konzentriert und bei Tieren überreagiert (gegen die sie allerdings eine Allergie hat) und dies aufmerksam durchsetzt, am meisten bei „Adelheid“ (Heidi), und in nutzloser Sturheit die Meinung anderer mehr als einmal ablehnt. Schließlich sieht sie Heidi als Freundin an, ebenso wie Klara.
- Sebastian: Der Butler des Hauses Sesemann, der sich in Tante Dete verliebt.
- Friedrich Sesemann: Klaras Vater und Constances Ehemann. Er heiratete Constance, kurz bevor Klara geboren wurde. In Staffel 2 stellt sich heraus, dass er in eine Amerikanerin namens Elizabeth verliebt ist. Sowohl in Folge 14 als auch in Folge 15 war er manchmal wütend auf Klara, aber als Klara wütend wurde, versöhnte er sich mit Hilfe von Heidi mit ihr.
- Johann Keller: Dörflis Lebensmittelhändler und Theresas Vater, Agathes Ehemann.
- Agathe Keller: Theresas Mutter und Johanns Frau. Sie ist weniger vernünftig als Johann.
- Tobias Meier: Heidis verstorbener Vater, der die Teufelsbrücke über eine Bergkluft gebaut hat, an der er und sein Vater Ernst Meier (Heidis Großvater) gearbeitet haben.
- Adelheid Meier: Heidis verstorbene Mutter und die Schwester von Dete.
- Anna Meier: Die Frau von Heidis Großvater. Sie verschwand bei einem Schiffsunglück vor der Küste von Salerno, Italien, bevor Heidi geboren wurde. Später stellt sich heraus, dass sie in einem Krankenhaus in Sizilien aufgewacht ist, ohne sich an ihre Familie im Dörfli zu erinnern, und als Gräfin Alice di Borgo, die Witwe des Grafen di Borgo aus Salerno, Italien, aufgewachsen ist und sich um das Krankenhaus und ein Waisenhaus gekümmert hat. Nach einem Aufenthalt im Dörfli kehren Annas Erinnerungen bald zurück. Sie beschließt, bei Ernst zu bleiben, da Heidi in Zürich in eine Schule eingeschrieben ist.
- Brigitte: Die Mutter von Peter. Zusammen mit ihrer Mutter Martha hat sie sich die Geschichte erfunden, dass Peters Vater ein Mann aus Spanien namens Pablo ist, der im Krieg gestorben ist, um Peter zu schützen.
- Martha: Peters blinde Großmutter und Brigittes Mutter.
- Anton Bendorf: Peters Vater. Ein Uhrmacher aus Frankfurt, Besitzer von Bendorfs Uhren. Obwohl er bereits verheiratet war, verliebte er sich in Brigitte. Jahre später wurde seine Frau krank und starb und er schloss sein Geschäft aus Mangel an Kunden.
- Constance Sesemann: Klaras verstorbene Mutter und die Frau von Herrn Sesemann. Sie soll eine große Ballerina gewesen sein. Als Klara ein kleines Mädchen war, nahm ihre Mutter sie zusammen mit ihrem Vater mit in den Park. Klara machte ihre ersten Schritte im Park, als sie noch ein Baby war. Ihr Vater war stolz auf ihre Fortschritte. Bevor sie starb, bat sie ihren Mann, immer auf ihre Tochter aufzupassen, damit Klara nach ihrem Tod eine neue Mutter hat.
- Bärbel: Eine Freundin von Dete und die Mutter von Willi.
- Hans: Der Ehemann von Bärbel, der Dorfschmied und Willis Vater.
- Großmama: Klaras freundliche und jung gebliebene Großmutter. Sie ist Schauspielerin am Theater.
- Hans Barner: Ein Hauslehrer, der Heidi für ihre Fehler exzessiv bestraft und dessen eigene Lehrmethode Folterungen mit schweren Büchern beinhaltet, was dazu führt, dass er aus dem Sesemann-Haushalt entlassen wird.
- Herr Traber: Karls Vater, der Lehrer ist. Er und Karl ziehen vor Klaras Besuch um. Herr Traber kommt in Staffel 2 zurück, aber Karl wird nicht erwähnt.
- Fahrkartenkontrolleur: Der freundliche und hilfsbereite Zugbegleiter.
- Rudi: Ein Junge in Frankfurt, der auf der Straße eine Drehorgel spielt. Er ist ein Freund von Klara und Heidi. Ihm gehören die Kätzchen Söckchen und Sternchen.
- Parkwächter: Ein strenger Parkwächter, der Blumen mag und sich nicht um die Tiere im Park kümmert.
- Dr. Beckmann: Der Arzt der Familie Sesemann, er hilft Ernst Meier bei einer Operation in Staffel 2.
- Herr Dinkelmann: In einer Folge kommt er zu den Sesemanns, um sich über eine Adoption für Heidi als Klaras Schwester zu informieren.
- Friedrich: Der alte Freund von Fräulein Rottenmeier aus Auringen bei Frankfurt.
- Henry Mason: Ein Mann aus Liverpool, England, der nach Dörfli kommt. Es stellt sich heraus, dass er auf der Suche nach Quarzkristallen im Edelweißpass war. Sein Handeln löst eine Lawine aus, die die Hütte in den Bergen vernichtet. Später wird er von Großvater, Heidi und Rico gefasst, während er versucht, nach England zu fliehen. Herr Mason wird verhaftet und Großvater und Francesco bauen die Hütte wieder auf.
- Rico Lamfredi: Ein 7-jähriger Junge aus Puglia, Italien, den Heidi und Ernst bei sich aufnehmen. Es stellt sich heraus, dass er ein guter Geiger ist und sehr gut Holzskulpturen herstellen kann.
- Francesco Lamfredi: Ricos Vater. Seine verstorbene Frau hieß Stella. Ursprünglich wollte er nach Marseille in Frankreich gehen, aber er und Rico lassen sich in Dörfli nieder.
- Flavio: Francescos Esel.
- Susanne Linke: Klaras Ballettlehrerin.
- Frieda: Ein verwaistes Mädchen, das Dr. Beckmann einst behandelte. Sie arbeitet für ihre Vermieterin, um ihren kleinen Bruder Ulrich zu sich holen zu können. Da sie nie zur Schule gegangen ist, hat sie nie lesen gelernt. Dank Heidi hat sie es aber geschafft, es zu lernen. An Heiligabend trifft Frieda mit Ulrich im Haus der Sesemanns wieder zusammen. Ulrichs Pflegeeltern erklären sich bereit, auch Frieda zu adoptieren und können es kaum erwarten, sie kennenzulernen.
- Ulrich: Friedas kleiner Bruder.
- Frau Decker: Friedas grausame Vermieterin.
- Alfredo: Der Diener der Gräfin di Burgo. Als Großvater nach seiner Operation mit Heidi im Frankfurter Park spazieren geht, sieht er eine Frau mit Alfredo, die er für seine Frau Anna hält. Er läuft ihr hinterher, aber die Dame ignoriert ihn. Mit gebrochenem Herzen fällt Großvater im Park in Ohnmacht und Heidi fleht ihn an aufzuwachen.
- Caruso: Der Hund der Gräfin.
- Elisabeth: Eine Texanerin, die Friedrich Sesemann in den Vereinigten Staaten kennengelernt hat. Sie wird Friedrichs Verlobte in Staffel 2. Sie erklärt, dass sie, sobald sie und Friedrich heiraten, Kinder bekommen werden. Klara hingegen mag Elisabeth nicht. Klara ist verärgert, dass sie ihre Freundin Heidi nie wiedersehen wird, wenn sie Frankfurt verlässt, aber Friedrich tröstet Klara, indem er ihr sagt, sie nicht umziehen werden. Elisabeth bittet einen Fremden, Ballettkarten für Klara und Friedrich Sesemann zu kaufen, damit sie ihren ersten Tanz in der Ballettakademie haben können. Friedrich bittet seine Tochter, ihn bei dem Tanz zu begleiten.
- Fritz Neumann: Ein Mann aus Frankfurt, der für die Uhr in der Bibliothek zuständig ist. Er versucht, Anton Bendorfs Arbeit an der Uhr zu sabotieren. Fritz ruft einen Polizisten an und beschuldigt Anton, die Uhr zerstört zu haben. Aber dank Friedas Beweisen verhaftet der Polizist Fritz Neumann und es ist unbekannt, was danach mit ihm passiert.
- Helmut: Ein Junge, der bei Frau Decker lebt.

## Synchronisation
Die deutsche Synchronisation entstand bei der EuroSync GmbH in Berlin. Petra Barthel schrieb das Dialogbuch und führte Dialogregie.
| Rolle                | Deutscher Sprecher     |
| -------------------- | ---------------------- |
| Heidi                | Léa Mariage            |
| Peter                | Nando Schmitz          |
| Großvater            | Helmut Krauss          |
| Tante Dete           | Nana Spier             |
| Peters Großmutter    | Luise Lunow            |
| Brigitte             | Gundi Eberhard         |
| Karl                 | Nicolas Rathod         |
| Theresa              | Zalina Sanchez         |
| Willi                | Moritz Richter         |
| Frau Keller          | Cathlen Gawlich        |
| Herr Keller          | Hans-Jürgen Dittberner |
| Lehrer (Dörfli)      | Dirk Bublies           |
| Bärbel               | Almut Zydra            |
| Clara                | Maria Hönig            |
| Fräulein Rottenmeier | Liane Rudolph          |
| Herr Sesemann        | Wolfgang Wagner        |
| Sebastian            | Bernhard Völger        |
| Hans                 | Rainer Doering         |
| Schaffner            | Frank Ciazynski        |
| Herr Bahner          | Gerald Schaale         |
| Stationsvorsteher    | Werner Böhnke          |
| Adelheid             | Lisa Braun             |
| Parkwächter          | Stefan Staudinger      |
| Erzählerin           | Petra Barthel          |

## Ausstrahlung
Die Serie wurde am Montag, dem 6. April 2015 morgens im Programm des ZDF erstausgestrahlt. Seit dem darauffolgenden Samstag, dem 11. April 2015, strahlt KiKA die Serie ebenfalls aus.
Die österreichische Erstausstrahlung war am 13. April 2015 bei ORF eins.

## Episodenliste
| Nr. | Deutscher Titel                 | Erstausstrahlung in Deutschland | Erstausstrahlung in Österreich | Vorgesehene Erstausstrahlung in der Schweiz (Mundart) |
| --- | ------------------------------- | ------------------------------- | ------------------------------ | ----------------------------------------------------- |
| 1   | Die Reise zum Großvater         | 6. April 2015 (ZDF)             | 13. April 2015 (ORF eins)      | 1. Januar 2016 (TV24)                                 |
| 2   | Der erste Tag auf der Alm       | 6. April 2015 (ZDF)             | 14. April 2015 (ORF eins)      | 1. Januar 2016 (TV24)                                 |
| 3   | Die Mutprobe                    | 11. April 2015 (ZDF)            | 15. April 2015 (ORF eins)      | 1. Januar 2016 (TV24)                                 |
| 4   | Heidi rettet ein Vögelchen      | 12. April 2015 (KiKA)           | 16. April 2015 (ORF eins)      | 1. Januar 2016 (TV24)                                 |
| 5   | Freunde für immer               | 13. April 2015 (KiKA)           | 17. April 2015 (ORF eins)      | 1. Januar 2016 (TV24)                                 |
| 6   | Heidi läuft weg                 | 14. April 2015 (KiKA)           | 18. April 2015 (ORF eins)      | 4. Januar 2016 (TV24)                                 |
| 7   | Ein schlechter Tausch           | 15. April 2015 (KiKA)           | 20. April 2015 (ORF eins)      | 4. Januar 2016 (TV24)                                 |
| 8   | Das alte Gutshaus               | 16. April 2015 (KiKA)           | 21. April 2015 (ORF eins)      | 4. Januar 2016 (TV24)                                 |
| 9   | Ein Wolf im Dörfli              | 17. April 2015 (KiKA)           | 22. April 2015 (ORF eins)      | 4. Januar 2016 (TV24)                                 |
| 10  | Peters Schatz                   | 18. April 2015 (KiKA)           | 23. April 2015 (ORF eins)      | 4. Januar 2016 (TV24)                                 |
| 11  | Angriff auf das Baumhaus        | 19. April 2015 (KiKA)           | 24. April 2015 (ORF eins)      | 5. Januar 2016 (TV24)                                 |
| 12  | Heidi rettet das Schneeauge     | 20. April 2015 (KiKA)           | 25. April 2015 (ORF eins)      | 5. Januar 2016 (TV24)                                 |
| 13  | Abschied von der Alm            | 21. April 2015 (KiKA)           | 27. April 2015 (ORF eins)      | 5. Januar 2016 (TV24)                                 |
| 14  | Ankunft in Frankfurt            | 22. April 2015 (KiKA)           | 28. April 2015 (ORF eins)      | 5. Januar 2016 (TV24)                                 |
| 15  | Heidi vermisst die Berge        | 23. April 2015 (KiKA)           | 29. April 2015 (ORF eins)      | 5. Januar 2016 (TV24)                                 |
| 16  | Das Versprechen                 | 24. April 2015 (KiKA)           | 30. April 2015 (ORF eins)      | 6. Januar 2016 (TV24)                                 |
| 17  | Claras Vater kommt              | 25. April 2015 (KiKA)           | 2. Mai 2015 (ORF eins)         | 6. Januar 2016 (TV24)                                 |
| 18  | Heidis erste Schulstunde        | 26. April 2015 (KiKA)           | 4. Mai 2015 (ORF eins)         | 6. Januar 2016 (TV24)                                 |
| 19  | Heidi soll lesen lernen         | 27. April 2015 (KiKA)           | 5. Mai 2015 (ORF eins)         | 6. Januar 2016 (TV24)                                 |
| 20  | Wie zwei Schmetterlinge         | 28. April 2015 (KiKA)           | 6. Mai 2015 (ORF eins)         | 6. Januar 2016 (TV24)                                 |
| 21  | Eine Schaukel für Clara         | 29. April 2015 (KiKA)           | 7. Mai 2015 (ORF eins)         | 6. Januar 2016 (TV24)                                 |
| 22  | Die Ziegen im Park              | 30. April 2015 (KiKA)           | 8. Mai 2015 (ORF eins)         | 7. Januar 2016 (TV24)                                 |
| 23  | Fräulein Rottenmeier will gehen | 1. Mai 2015 (KiKA)              | 9. Mai 2015 (ORF eins)         | 7. Januar 2016 (TV24)                                 |
| 24  | Wie zwei Schwestern             | 2. Mai 2015 (KiKA)              | 11. Mai 2015 (ORF eins)        | 7. Januar 2016 (TV24)                                 |
| 25  | Ein Geist geht um               | 3. Mai 2015 (KiKA)              | 12. Mai 2015 (ORF eins)        | 7. Januar 2016 (TV24)                                 |
| 26  | Kein Brief von Großvater        | 4. Mai 2015 (KiKA)              | 13. Mai 2015 (ORF eins)        | 7. Januar 2016 (TV24)                                 |
| 27  | Heidi kehrt zurück              | 5. Mai 2015 (KiKA)              | 15. Mai 2015 (ORF eins)        | 8. Januar 2016 (TV24)                                 |
| 28  | Glöckchen wird geboren          | 6. Mai 2015 (KiKA)              | 16. Mai 2015 (ORF eins)        | 8. Januar 2016 (TV24)                                 |
| 29  | Theresa in Not                  | 7. Mai 2015 (KiKA)              | 18. Mai 2015 (ORF eins)        | 8. Januar 2016 (TV24)                                 |
| 30  | Großmutter ist krank            | 8. Mai 2015 (KiKA)              | 19. Mai 2015 (ORF eins)        | 8. Januar 2016 (TV24)                                 |
| 31  | Der Schultest                   | 9. Mai 2015 (KiKA)              | 20. Mai 2015 (ORF eins)        | 8. Januar 2016 (TV24)                                 |
| 32  | Die Schnitzeljagd               | 10. Mai 2015 (KiKA)             | 21. Mai 2015 (ORF eins)        | 11. Januar 2016 (TV24)                                |
| 33  | Clara kommt, aber nicht allein  | 11. Mai 2015 (KiKA)             | 22. Mai 2015 (ORF eins)        | 11. Januar 2016 (TV24)                                |
| 34  | Der Sturm                       | 12. Mai 2015 (KiKA)             | 23. Mai 2015 (ORF eins)        | 11. Januar 2016 (TV24)                                |
| 35  | Die Teufelsbrücke               | 13. Mai 2015 (KiKA)             | 26. Mai 2015 (ORF eins)        | 11. Januar 2016 (TV24)                                |
| 36  | Ein alter Freund?               | 14. Mai 2015 (KiKA)             | 27. Mai 2015 (ORF eins)        | 11. Januar 2016 (TV24)                                |
| 37  | Peter ist eifersüchtig          | 15. Mai 2015 (KiKA)             | 28. Mai 2015 (ORF eins)        | 12. Januar 2016 (TV24)                                |
| 38  | Das große Glück                 | 16. Mai 2015 (KiKA)             | 29. Mai 2015 (ORF eins)        | 12. Januar 2016 (TV24)                                |
| 39  | Die Versöhnung                  | 17. Mai 2015 (KiKA)             | 30. Mai 2015 (ORF eins)        | 12. Januar 2016 (TV24)                                |
| 40  | Beste Freunde für immer         | 2. März 2020 (Junior)           |                                |                                                       |
| 41  | Eine neue Freundin für Bärli    |                                 |                                |                                                       |
| 42  | Ein Dieb in Dörfli              |                                 |                                |                                                       |
| 43  | Der Aufstieg zur Weißkoppe      |                                 |                                |                                                       |
| 44  | Der Milch-Wettstreit            |                                 |                                |                                                       |
| 45  | Brigittes Geheimnis             |                                 |                                |                                                       |
| 46  | Die zerbrochene Geige           |                                 |                                |                                                       |
| 47  | Der Zauber der Berge            |                                 |                                |                                                       |
| 48  | Ein falscher Verdacht           |                                 |                                |                                                       |
| 49  | Zurück zu Clara                 |                                 |                                |                                                       |
| 50  | Das Waisenmädchen               |                                 |                                |                                                       |
| 51  | Heidis Geschichte               |                                 |                                |                                                       |
| 52  | Die Frau in Rot                 |                                 |                                |                                                       |
| 53  | Die Wahrsagerin                 |                                 |                                |                                                       |
| 54  | Die Ballettprüfung              |                                 |                                |                                                       |
| 55  | Der Uhrmacher                   |                                 |                                |                                                       |
| 56  | Die Turmuhr                     |                                 |                                |                                                       |
| 57  | Heidi feiert Weihnachten        |                                 |                                |                                                       |
| 58  | Der grollende Berg              |                                 |                                |                                                       |
| 59  | Krumme Geschäfte                |                                 |                                |                                                       |
| 60  | Vergiftete Freundschaft         |                                 |                                |                                                       |
| 61  | Der Wolpertinger                |                                 |                                |                                                       |
| 62  | Die italienische Baronin        |                                 |                                |                                                       |
| 63  | Der König der Bienen            |                                 |                                |                                                       |
| 64  | Die erste Honigernte            |                                 |                                |                                                       |
| 65  | Heidi muss sich entscheiden     |                                 |                                |                                                       |

## DVD-Veröffentlichung
Sechs DVDs zur Serie sind 2015 erschienen.

## Sonstiges
- Die Serie wurde bereits in über 100 Länder verkauft.[13]
- ZDFtivi bietet im Internet Verschiedenes zur Serie an.[14] Es gibt dort Online-Spiele, wie ein Video-Quiz[15] oder ein Fehlerbild[16] und auch verschiedene Ausmalbilder zum Ausdrucken.[17]
- Auch Studio 100 bietet Ausmalbilder und Online-Spiele zur Serie im Internet an.[18]
- Im April 2015 ist eine App mit dem Namen Heidi – Abenteuer in den Bergen zur Serie erschienen, die verschiedene Lernspiele für Kinder beinhaltet.[19]